# Huernia khalidbinsultanii
Huernia khalidbinsultanii är en oleanderväxtart som beskrevs av Plowes och T.A.Mccoy. Huernia khalidbinsultanii ingår i släktet Huernia och familjen oleanderväxter. Inga underarter finns listade i Catalogue of Life.